# Sonny Perdue

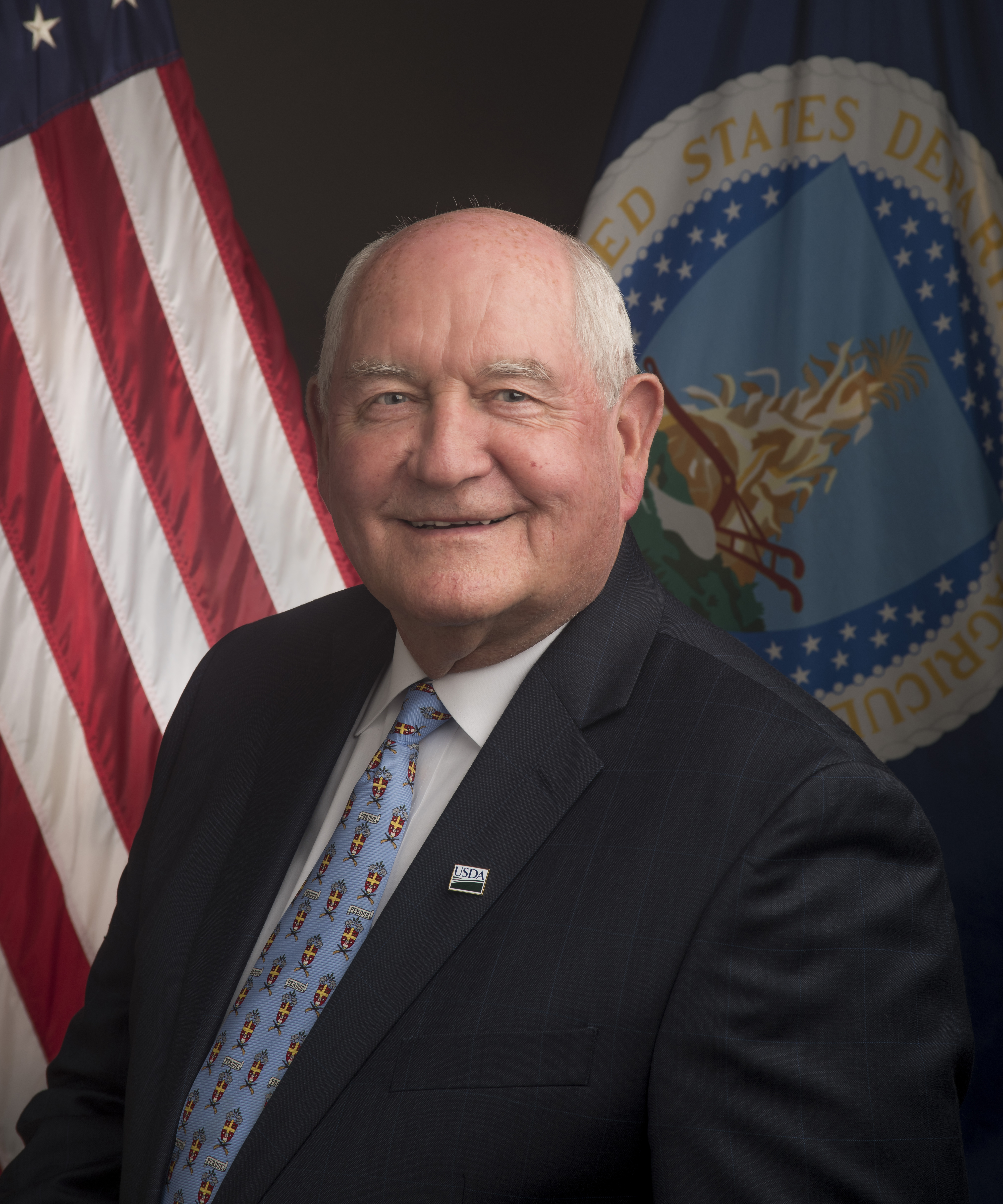
Sonny Perdue (2017)

George Ervin „Sonny“ Perdue III (* 20. Dezember 1946 in Perry, Georgia) ist ein US-amerikanischer Politiker. Er gehört der Republikanischen Partei an und amtierte von 2003 bis 2011 als der 81. Gouverneur des Bundesstaates Georgia. Vom 25. April 2017 bis zum 20. Januar 2021 war er Landwirtschaftsminister der Vereinigten Staaten.

## Leben
Perdue wurde in Perry geboren und wuchs im Houston County auf. Sein Vater war Landwirt, seine Mutter Lehrerin. In seiner Kindheit wurde er nicht bei seinem eigentlichen Vornamen George, sondern Sonny gerufen. Purdue diente in der US Air Force und erreichte den Rang eines Captains. An der University of Georgia erwarb er den Doctor of Veterinary Medicine, das in den USA übliche Berufsdoktorat der Tiermedizin. Anschließend arbeitete er in North Carolina als Tierarzt in einer privaten Praxis. 
Er wurde 1991 für die Demokraten in den Senat von Georgia gewählt. 1997 wechselte er zu den Republikanern.
Im November 2002 gewann er die Gouverneurswahlen gegen Amtsinhaber Roy Barnes; er war damit der erste republikanische Gouverneur in Georgia seit 1872. Vier Jahre später wurde er mit 60 % der Stimmen wiedergewählt; sein Gegner war der demokratische Kandidat Mark Taylor. Da ihm die Staatsverfassung eine erneute Kandidatur untersagte, schied er im Januar 2011 aus dem Amt; sein Nachfolger wurde Nathan Deal.
Am 18. Januar 2017 nominierte Donald Trump Perdue als Landwirtschaftsminister der Vereinigten Staaten. Am 24. April 2017 bestätigte ihn der Senat mit 87 zu 11 Stimmen in diesem Amt; am Tag darauf wurde er durch den Bundesrichter Clarence Thomas am Obersten Gerichtshof vereidigt.
Bei Trumps State of the Union Address 2018 fungierte Perdue als sogenannter Designated survivor.
Seine Amtszeit als Minister endete mit der Amtseinführung des neuen Präsidenten Joe Biden am 20. Januar 2021.

## Familie
Sonny Perdue ist verheiratet, Vater von vier Kindern und vierfacher Großvater.

Sein Cousin, Geschäftsmann David Perdue, war von 2015 bis 2021 republikanischer US-Senator für Georgia.